# Chimarra mushuvae
Chimarra mushuvae är en nattsländeart som beskrevs av G. Marlier 1951. Chimarra mushuvae ingår i släktet Chimarra och familjen stengömmenattsländor. Inga underarter finns listade i Catalogue of Life.